# Villongo
Villongo (lombardul: Ilónch) település Olaszországban, Lombardia régióban, Bergamo megyében. Lakosainak száma 8082 fő (2023. január 1.). Villongo Credaro, Foresto Sparso, Paratico, Sarnico, Zandobbio, Viadanica és Adrara San Martino községekkel határos.

## Népesség
A település lakossága az elmúlt években az alábbi módon változott:
| Lakosok száma | 8052 | 8147 | 8082 |
|               | 2017 | 2018 | 2023 |